# 大平技研工業
大平技研工業株式会社（おおひらぎけんこうぎょう、OHIRA GIKEN IND.）は、かつてアーケードゲーム機の製造・販売を行っていた日本の企業。

## 概要
1971年7月に創業し、1973年3月に法人へ改組。クレーンゲーム機やメダルゲームなどのゲーム機の製造・販売を行っていた他、他メーカーからの受託生産も行っていた。
しかし、1982年と1983年に大口の焦げ付きが発生。このため大平技研工業は1983年5月に和議を申請した。1994年4月に和議完了となった。
その後はプリントシール機ブームにより、1997年12月期は約92億1300万円の売上があった。その後はヒット作に恵まれず、1999年12月に再度和議を申請し、2000年10月に和議認可を受けた。その後は同じ岐阜県に本社を持つ日本一ソフトウェアなどの債権者に対して弁済猶予を要請しながら再建を進めていた。
一方で、海外のホテルやカジノに対して自社で開発したゲーミング機器を輸出する計画であったが、現地の法規制をクリアすることが出来ず実現しなかった。経営自体も2003年12月期以降は1億円を超える赤字が続き、2007年12月期の売上も約11億5900万円にまで落ち込んだ。2009年2月には決済が出来ない状態に陥った。
大平技研工業は2009年2月27日に事業を停止し、事後処理を弁護士に一任。同年5月1日に岐阜地方裁判所から破産手続開始決定を受けた。負債総額は約45億円で、この内裁判係争による負債が10億円、和議債務が4億8000万円となっている。

## 主な製品
- ヘキサシリーズ
- ファンシープッシャーテトラス
- なんでもドアシリーズ
- ウゴウゴシリーズ
- ゴールデンルーレットシリーズ
- チャンピオンキックシリーズ
- ザけんじゃね〜よ！

ほか